# Nadarevo, Tărgoviște
Nadarevo (în bulgară Надарево) este un sat în comuna Tărgoviște, regiunea Tărgoviște,  Bulgaria. 

## Demografie
Componența etnică a satului Nadarevo
     Bulgari (37,2%)
     Turci (51,61%)
     Romi (2,58%)
     Nicio identificare (1,29%)
     Altele (7,31%)
La recensământul din 2011, populația satului Nadarevo era de 465 locuitori. Din punct de vedere etnic, majoritatea locuitorilor (51,61%) erau turci, existând și minorități de bulgari (37,2%) și romi (2,58%). Pentru 1,29% din locuitori nu este cunoscută apartenența etnică.